# Helme mit Mühlgräben
Helme mit Mühlgräben este o arie protejată (arie specială de conservare — SAC, sit de importanță comunitară — SCI) din Germania întinsă pe o suprafață de 45 ha, integral pe uscat.

## Localizare
Centrul sitului Helme mit Mühlgräben este situat la coordonatele 51°29′43″N 10°45′04″E / 51.4953°N 10.7511°E.

## Înființare
Situl Helme mit Mühlgräben a fost declarat sit de importanță comunitară în iunie 2004 pentru a proteja 7 specii de animale. Situl a fost protejat și ca arie specială de conservare în iulie 2008.

## Biodiversitate
Situată în ecoregiunea continentală, aria protejată conține 1 habitat natural: Cursuri de apă de la nivel de câmpie la nivel montan, cu vegetație Ranunculion fluitantis și Callitricho-Batrachion.
La baza desemnării sitului se află mai multe specii protejate:
- păsări (3): pescăruș albastru (Alcedo atthis), Gallinula chloropus chloropus, gaia roșie (Milvus milvus)
- mamifere (1): vidră de râu (Lutra lutra)
- nevertebrate (2): Coenagrion mercuriale, Unio crassus
- pești (1): cicar (Lampetra planeri)

Pe lângă speciile protejate, pe teritoriul sitului au mai fost identificate 1 specie de păsări, 1 specie de amfibieni, 5 specii de mamifere, 8 specii de nevertebrate, 4 specii de pești.